# مارك ستال
مارك ستال (من مواليد 13 يناير 1987) لاعب هوكي جليد كندي محترف يلعب حاليًا مع فريق فيلادلفيا فلايرز التابع لدوري الهوكي الوطني. كان سابقًا عضوًا في فريق نيويورك رينجرز.

## الحياة الشخصية
وُلد ستال في سانت ثوماس، أونتاريو، ونشأ في عائلة محبة للرياضة. لديه ثلاثة أشقاء، كلهم لاعبون محترفون في هوكي الجليد: إريك، وجوردان، وجاريد.

## الإنجازات
تم تكريم ستال من قبل فريق سوبري وولفز الذي قام برفع قميصه وتكريمه.